# Галенко Олександр Іванович
Олекса́ндр Іва́нович Гале́нко (*21 червня 1960) — український історик, тюрколог, джерелознавець. Кандидат історичних наук, керівник Сектору дослідження цивілізацій Причорномор'я Відділу історичної регіоналістики Інституту історії України НАН України, доцент кафедри історії Національного університету «Києво-Могилянська Академія» (станом на 2014 рік).

## Біографія
Олександр Галенко народився 21 червня 1960 року в Дніпродзержинську Дніпропетровської області, нині місто Кам'янське.
З 1977 по 1982 рік — навчався на історичному факультеті Київського державного університету. З 1982 по 1985 — працював аспірантом, з 1985 по 1988 — молодшим науковим співробітником, з 1988 до 1990 — науковим співробітником відділу джерелознавства і допоміжних історичних дисциплін, з 1990 по 1991 — науковим співробітником відділу історії феодалізму Інституту історії АН УРСР.
У 1987 році захистив кандидатську дисертацію на тему «Документальні публікації з історії соціалістичного будівництва в Українській РСР (1921–1941) як історичне джерело». Науковий керівник — доктор історичних наук Анатолій Санцевич.
З 1991 по 1995 рік — завідував сектором східних джерел Інституту української археографії та джерелознавства імені М. С. Грушевского НАН України. Брав участь у створенні Інституту сходознавства імені Агатангела Кримського НАН України, в якому з 1991 по 1995 рік — працював старшим науковим співробітником, а з 1995 по 1996 — завідувачем відділу «Україна і Схід», вченим секретарем.
З 1996 по 1998 — заступник директора з наукової роботи і через відсутність директора (іноземний член НАН України Омелян Пріцак) — фактичний керівник інституту, з 1998 по 1999 — виконувач обов'язків директора.
З 1996 по 2000 рік — член редколегії журналу «Східний світ», засновник і перший головний редактор журналу «Сходознавство», засновник щорічних сходознавчих читань Агатангела Кримського.
З 2000 по 2005 рік — старший науковий співробітник, з 2005 по 2006 — провідний науковий співробітник відділу національних меншин Інституту політичних і етнонаціональних досліджень НАН України, де досліджував історію Кримської АРСР та кримськотатарського національного руху.
У 2006 році повернувся до Інституту історії України НАН України для організації досліджень історії Південної України у Середньовіччя та Ранню модерну добу, завідував Тюркологічним центром Відділу історії України 20-30-х років ХХ століття. Станом на 2014 рік — керівник Сектору дослідження цивілізацій Причорномор'я Відділу історичної регіоналістики Інституту.
З 1990 року — спеціалізується з історії Кримського ханату та Османських володінь на території України, українсько-турецьких відносин, досліджує історію міжнародної работоргівлі Східної Європи. З 1992 — викладає історію Кримського ханату, Османської імперії та степових держав Євразії у Національному університеті «Києво-Могилянська Академія» (доцент кафедри історії).